# Giovanni Andrea Bussi
Giovanni Andrea (de) Bussi, auch Ghjuvan Andria di Bussi, (* 14. Juli 1417 in Vigevano; † 4. Februar 1475 in Rom) war ein italienischer Bischof, Humanist und erster Bibliothekar der päpstlichen Bibliothek.

## Leben
1451 trat Bussi in die Dienste Papst Nikolaus V. Von 1458 bis 1464 war er Päpstlicher Sekretär und enger Vertrauter von Kardinal Nikolaus von Kues.
1461 wurde er von Papst Pius II. zum Bischof von Accia auf Korsika ernannt, 1464 zum Generalvikar „in spiritualibus et pontificalibus“ der Erzdiözese Genua, auf Grund der Amtsunfähigkeit von dessen Bischof. Im Juli 1466 wurde er zum Bischof von Aléria ernannt. 1471/72 wurde er zum ersten Bibliothekar und Sekretär der päpstlichen Bibliothek bestellt. Sein Nachfolger wurde 1475 Bartolomeo Platina.
Bussi gab für die Drucker Arnold Pannartz und Konrad Sweynheim seit 1468 zahlreiche Schriften klassischer lateinischer Autoren heraus, zum Beispiel 1469 Livius Andronicus und die Noctes Atticae des Aulus Gellius, 1470 die Historia naturalis von Plinius dem Älteren, sodann Virgil, Ovid und Titus Livius’ Ab urbe condita, und bereicherte die vatikanische Bibliothek um viele klassische Handschriften.

## Schriften und Editionen (Auswahl)
- Marcus Tullius Cicero, Epistolae ad familiares, Konrad Sweynheym und Arnold Pannartz, Rom 1469
- Aulus Gellius, Noctes Atticae, Konrad Sweynheym und Arnold Pannartz, Rom 1469
- Plinius der Ältere, Historia naturalis, Konrad Sweynheym und Arnold Pannartz, Rom 1470
- Apuleius, Asinus aureus, Konrad Sweynheym und Arnold Pannartz, Rom 1471
- Opera, Konrad Sweynheym und Arnold Pannartz, Rom 1471
- Biblia latina, Johann Sensenschmidt und Andreas Frisner, Nürnberg 1475
- Prefazioni alle edizioni di Sweynheym e Pannartz  prototipografici romani, M. Miglio 1978